# تپه دستجان
تپه دستجان مربوط به سده‌های میانه دوران‌های تاریخی پس از اسلام است و در استان مرکزی، شهرستان فراهان، روستای دستجان واقع شده و این اثر در تاریخ ۲۶ اسفند ۱۳۸۶ با شمارهٔ ثبت ۲۲۰۵۰ به‌عنوان یکی از آثار ملی ایران به ثبت رسیده است.